# زبان‌پس‌قفا
زبان پس قفا (به انگلیسی: Delphinium) نام یک سرده گیاهی است. این گیاه در باغ‌ها به گل شویدی نیز مشهور است.

## مشخصات
گیاهی است ساله، دو ساله و چند ساله و ارتفاع ارقام مختلف آن از ۱۵ سانتمتر تا ۱۵۰ سانتیمتر می‌رسد.

## ترکیبات شیمیایی
در تخم‌های گونه D.ajacis آلکالوئیدهای آجاسین، آجاکونن، آجاسی‌نن، آجاسی نوئیدین وجود دارد.

## خواص
در کتاب‌های طب سنتی خواص مختلفی برای این گیاه ذگر شده‌است. دانه‌های گونه D.ajacis برای گاوها سمی است. در مصرف داخلی به عنوان قی‌آور و مسهل مصرف می‌شود.

## واژه‌نامه
1. ↑  Ajacine
2. ↑  Ajaconine
3. ↑  Ajacinine
4. ↑  Ajacinoidine